# OK Linné

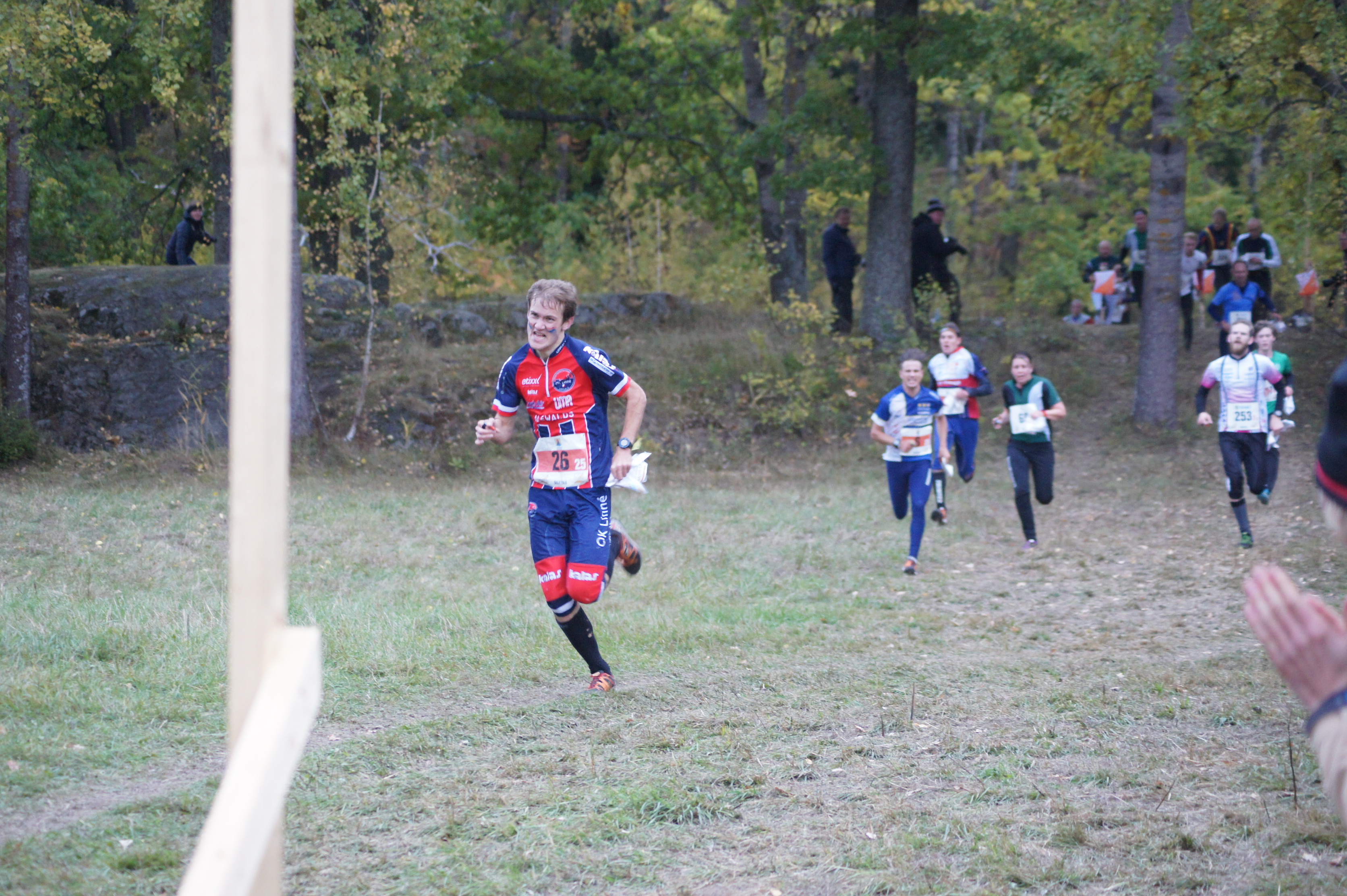

Orienteringsklubben Linné (OK Linné) är Sveriges största orienteringsklubb med ca 1400 medlemmar. Det är Uppsalas enda renodlade orienteringsklubb. Den bildades 1995 genom sammanslagning av OK Fyrismalm och IK Fyris. Klubben har såväl en bred ungdomsverksamhet som elitlöpare i världsklass. Verksamheten bedrivs huvudsakligen från klubbgården vid Hågadalen väster om Uppsala.
Från och med säsongen 2002 har klubben haft ett flertal löpare med landslagsuppdrag. Bland de svenska löparna finns Sofie Johansson, Mats Troeng, Lina Bäckström, Annika Billstam, Rassmus Andersson, Oskar Hagström och Albin Ridefelt. 
Herrlaget vann SM-guld i stafett 2007, 2010, 2013 och 2023. Damlaget vann samma titel 2003 och 2015. Herrjuniorerna tog SM-stafett guld 2010 och damjuniorerna tog samma titel 2023. 

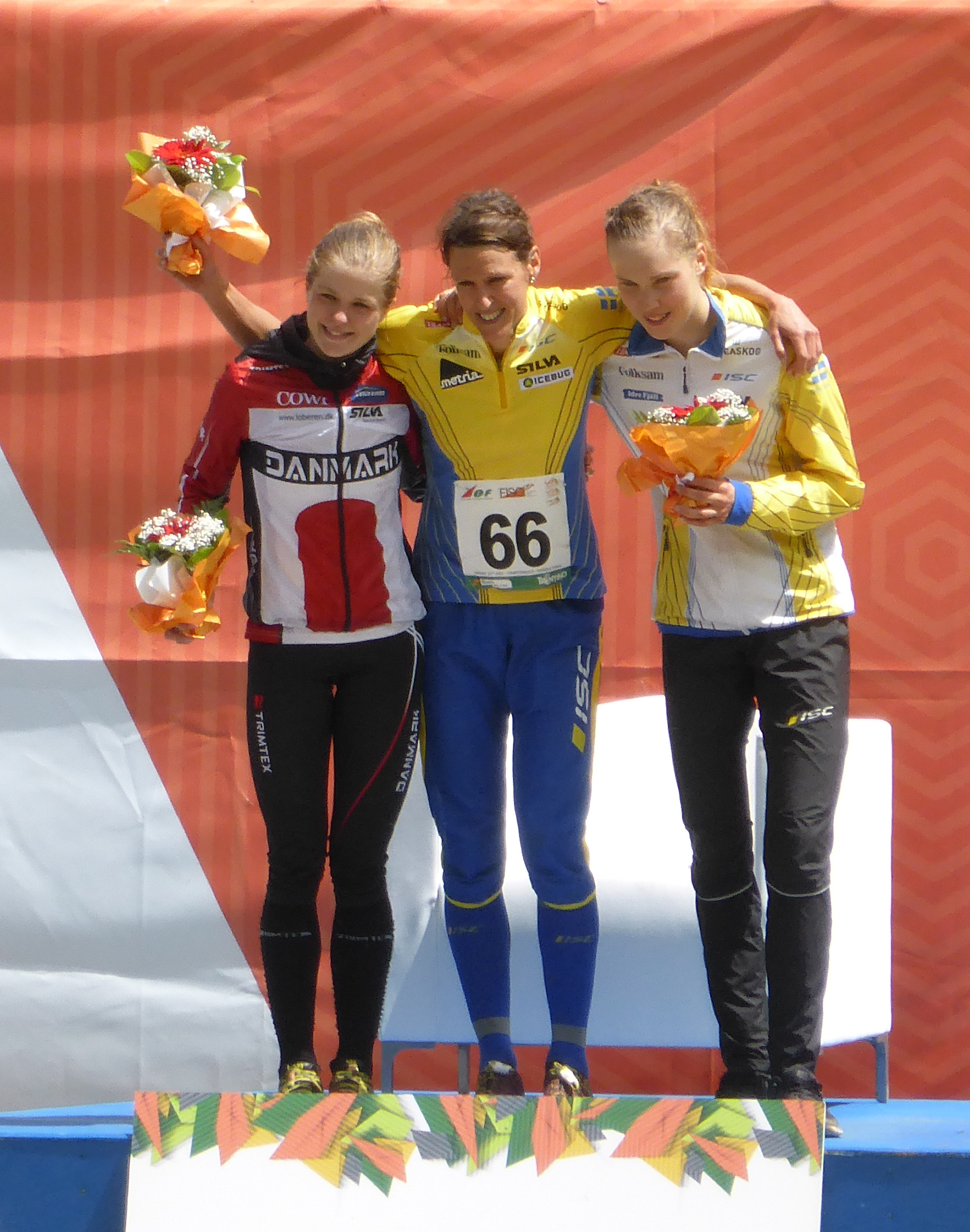

Annika Billstam är en av klubbens genom tiderna största stjärnor, hon vann VM-guld i Frankrike på långdistans 2011, VM- silver i sprint i Finland 2013 och medeldistans guld 2014 och 2015 i Italien respektive Storbritannien.
Klubbens herrar kom 2.a i 10-mila 2017 i Göteborg. De fick även samma placering det nästföljande året, 2018 i Nynäshamn, detta efter en händelserik tävling och en tät kamp med segrarna IFK Göteborg. 2022 vann klubben Tiomilakavlen.